# Wichman II
Wichmann II, dit le Jeune, est un membre de la maison saxonne de Billung né vers 930 et mort le 22 septembre 967. Il est le fils de Wichmann Ier l'Ancien et de sa femme Frédérune, probablement une sœur de la reine Mathilde. Le cousin de l'Empereur Otton Ier devint connu comme un ennemi de la dynastie des Ottoniens.

## Biographie
Wichmann serait probablement né dans l'actuelle Wichmannsburg, une partie de Bienenbüttel, dans la résidence de son père. Wichmann Ier l'Ancien, bien qu'il fût le premier né des frères Billung et en dépit de son mariage le liant à Otton Ier, fut ignoré à l'inféodation des Marche des Billung qui, en 936 furent octroyée à son jeune frère Hermann. Wichmann l'Ancien s'est d'abord soulevé contre le roi, rejoignant la révolte du duc Eberhard de Franconie, mais abandonna rapidement. À la mort de son père en 944, Wichmann le Jeune resta sous la tutelle de son oncle Hermann. Lorsqu'il atteint sa majorité, il obtint le titre de comte en Angrie, bien que son comté précis soit méconnu.
Élevé à la cour d'Otton Ier jusqu'à peu après la mort de sa mère, Wichman se lia d'amitié avec le fils du roi, Liudolf, duc de Souabe depuis 950. En 953, il participa à la rébellion de Liudolf contre Otton, combattant les troupes saxonnes durant le siège de Mayence, par laquelle il a recréa le fief de son père avec Hermann, son oncle, qui avait entre-temps été nommé princeps de Saxe. Wichmann fut capturé et Otto empêcha que son châtiment soit trop sévère, contrairement à la volonté d’Hermann,. Il fut libéré en 954, mais ne fut pas inclus dans le règlement général ayant suivi la révolte.
Wichmann et son frère Egbert le Borgne, se sentant privé de leur héritage, maraudèrent la Saxe et, en 955, arrivèrent sur les terres abodrites à Liubice, où ils fomentèrent une révolte avec le prince Nako, que le roi Otton écrasa à la bataille de Raxa (en). Les jeunes Billung fuirent alors pour la Cour du duc Hugues le Grand de Francie occidentale. Quand Hugues mourut l'année suivante, Wichmann dut retourner en Allemagne ; il fut pardonné par le roi Otton après lui avoir renouvelé sa loyauté. Il resta un opposant à son oncle Hermann, l'attaquant plusieurs fois jusqu'à ce qu'il soit contraint de battre en retraite vers les territoires slaves des Lutici, où il fut toléré par le margrave Gero.
En 963, Wichmann était un hors-la-loi à la tête de Slaves occidentaux (probablement des Poméraniens) combattant le duc Mieszko Ier de Pologne, le battant par deux fois et recevant un tribut. Pendant une brève interlude, il fut autorisé à retourner en Allemagne, sur les terres de sa femme, mais fut exilé une nouvelle fois par son oncle Hermann durant la seconde campagne italienne d'Otton. En 967, il fut vaincu, ainsi que ses Poméraniens, dans la ville de Wolin après une alliance de Mieszko et du duc Boleslav Ier de Bohême et Wichmann fut tué au combat. Les terres de Wichmann furent confisquées par Otton et divisées en deux, une moitié revenant au monastère Saint-Michael (fondé par Hermann Billung à Lunebourg), et l'autre au couvent Keminada (près de Bodenwerder) sur la Weser.

## Sources
- (en) Cet article est partiellement ou en totalité issu de l’article de Wikipédia en anglais intitulé « Wichmann the Younger » (voir la liste des auteurs).